# خاکستردرختان
خاکستردرختان(نام علمی: Alphitonia) نام یک سرده از تیره عنابیان است.